# Nanga
Nanga (jap. 南画 „malarstwo z Chin południowych”), znane także jako bunjinga (jap. 文人画 bunjin-ga; „malarstwo literatów, intelektualistów”) – nurt japońskiego malarstwa, będący kontynuacją malarstwa chińskiego.

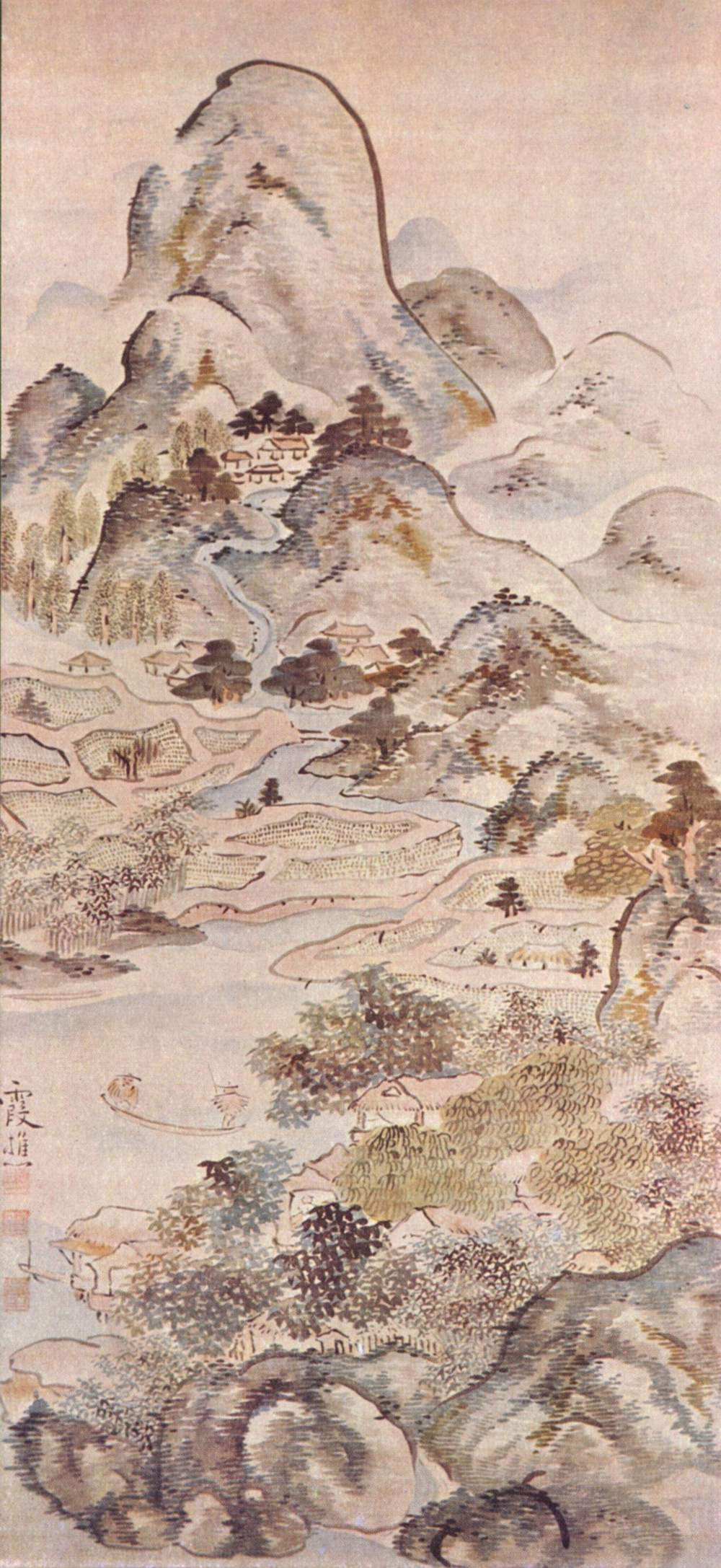
Wiosenny połów ryb autorstwa Ike no Taigi

W Chinach największy rozkwit tego typu malarstwa miał miejsce za czasów dynastii Song i Yuan; było ono domeną konfucjańskich uczonych-urzędników i praktykowane, przynajmniej w teorii, jako sztuka amatorska, w odróżnieniu od sztuki zawodowych malarzy związanych z dworem cesarskim. 
Przeszczepione na grunt japoński w połowie okresu Edo (XVIII w.) jako wyraz buntu przeciw skostniałym formom dotychczasowego malarstwa. Jego pionierami byli m.in.: Nankai Gion (1676–1751), Hyakusen Sakaki (1697–1752) i Kien Yanagisawa (1704–1758). Malarze należeli z reguły do intelektualnych kręgów konfucjańskich i często uprawiali też inne dziedziny sztuki. Typową tematyką są krajobrazy, zazwyczaj uzupełnione kaligrafią z chińskim wierszem. Wśród technik stosowana była gradacja koloru i światłocienia poprzez odpowiednie rozrzedzanie czarnego lub kolorowego tuszu, lawowanie, czasem delikatne złocenie.
Ze względu na duży indywidualizm twórców i fakt, że nie tworzyli związków rodzinnych (inaczej niż w innych szkołach malarstwa japońskiego) jest to raczej nurt niż szkoła.

## Wyjaśnienie słownictwa
Słowo nanga jest skróconą wersją słowa nanshūga (南宗画; malarstwo „szkoły południowej”). 
Słowo bunjin oznacza mężczyzn o wysokiej kulturze, zajmujących się literaturą, również chińską, malarstwem i rzemiosłami, nie należących do żadnej szkoły. Ga oznacza obraz, szkic, rysowanie, malarstwo.